# Contract to Kill
Contract to Kill è un film del 2016 diretto da Keoni Waxman.

## Trama
John Harmon è un ex agente CIA e DEA e viene richiamato a formare una squadra di tre persone, composta anche dall'agente dell'FBI Zara e dall'ex militare delle Forze Speciali e pilota di droni Sharp, per bloccare sul nascere una nuova rotta per l'infiltrazione di terroristi che utilizza quelle tradizionali del narcotraffico.